# Den české státnosti
Den české státnosti je státní svátek České republiky připadající na 28. září. Je daný zákonem č. 245/2000 Sb., účinným od 9. srpna 2000, jakožto připomínka svatého Václava, českého knížete z rodu Přemyslovců, patrona Čech a Moravy a jednoho z tradičních symbolů českého státu. Státní svátek připadá na den církevního svátku svatého Václava, připomínajícího den jeho zavraždění za účasti jeho bratra Boleslava I., k čemuž došlo pravděpodobně v roce 935.

## Historie
Český kníže Václav z rodu Přemyslovců byl zavražděn 28. září snad roku 935 (dříve byl preferován rok 929) služebníky svého bratra Boleslava I., který poté převzal vládu na přemyslovskými Čechami. K události došlo ve Staré Boleslavi. Již během 10. století se z Václava stal katolický světec a patron české země. Začaly mu být zasvěcovány kostely a ze Staré Boleslavi se později stalo poutní místo.
Československým svátkem se 28. září stalo na základě zákona č. 65/1925 Sb., účinného od 15. dubna 1925, který ho zařadil mezi památné dny. V roce 1929 vyvrcholily v tento den oslavy Svatováclavského milénia za účasti československého prezidenta Tomáše Garrigua Masaryka. Ten byl hlavním řečníkem v předvečer svátku 27. září 1929 na Václavském náměstí v Praze, kde předal čestnou standartu Svatováclavskému jezdeckému pluku.
Památným dnem zůstalo 28. září i během existence Protektorátu Čechy a Morava (1939–1945) a následných let. Bylo tak tomu až do 1. ledna 1952, kdy za komunistického režimu začala účinnost nového svátkového zákon č. 93/1951 Sb., do něhož výročí Václavova zavraždění již zařazeno nebylo.
Po sametové revoluci v roce 1989 vznikla iniciativa usilující o zařazení svátku svatého Václava mezi státní svátky. První politickou stranou, která to na začátku 90. let 20. století navrhla, byla Koruna Česká. Vyhlášení 28. září státním svátkem bylo nakonec navrženo při přípravě nového svátkového zákona, a to na základě usnesení výboru pro vědu, vzdělání, kulturu, mládež a tělovýchovu Poslanecké sněmovny Parlamentu České republiky z 24. března 2000. Výbor zvolil pro státní svátek označení „Den české státnosti – Svatý Václav“. Při druhém čtení návrhu zákona se k tomuto dni vyjádřil nejprve premiér Miloš Zeman, který svátek s ohledem na historický kontext nepřímo označil za symbol servility a kolaborace. Komunistický poslanec Vojtěch Filip poté navrhl vypuštění tohoto dne ze seznamu státních svátků uvedených v návrhu zákona. Nakonec navrhl poslanec Vlastimil Tlustý, aby svátek nesl označení „Den české státnosti“. Na základě přijatého nového svátkového zákona č. 245/2000 Sb., s účinností od 9. srpna 2000, se 28. září stalo českým státním svátkem pod názvem Den české státnosti.

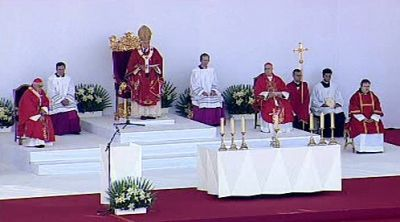
Papež Benedikt XVI. během Národní svatováclavské pouti v roce 2009

Velkou událostí konanou v den státního svátku je pravidelná Národní svatováclavská pouť ve Staré Boleslavi. Ta se v současné podobě koná od roku 2003, přičemž navázala na tradiční starší poutě. Jejím vyvrcholením je poutní bohoslužba sloužená českými biskupy na staroboleslavském Mariánském náměstí (do roku 1990 nesoucím název Václavské náměstí). Na václavské proboštské louce sloužil v tento den v roce 2009 mši papež Benedikt XVI. Další poutní slavnosti se 28. září každoročně konají také v mnoha dalších kostelech zasvěcených svatému Václavovi, což je jedno z nejčastějších patrocinií chrámů v českých zemích.
V Den české státnosti je od roku 2016 podle zákona č. 223/2016 Sb. zakázán prodej v obchodech, od listopadu 2019 se zákaz týká pouze maloobchodního prodeje (s výjimkami definovanými v zákoně). Maloobchodní prodejny s prodejní plochou 200 m² a více tak musí mít 28. září ze zákona zavřeno, a to po celý den.